# Johan De Muynck (wielrenner)
Johan De Muynck (Waarschoot, 30 mei 1948) is een Belgisch voormalig wielrenner. Zijn grootste overwinning behaalde hij in 1978 toen hij de Ronde van Italië won.

## Jonge renner
Johan De Muynck groeide op in Waarschoot en had 6 broers en zussen. Op zijn 14e moest hij gaan werken in een fabriek om mee voor inkomsten te zorgen. Hij ging fietsen om aan het grijze arbeidersleven te ontsnappen.
In 1970 mocht hij met de nationale ploeg in het Andesgebergte in Colombia oefenen, waar hij ontdekte dat hij ook kon klimmen. Hij werd in 1971 profrenner bij de Flandriaploeg waarin ook wereldkampioen Jean-Pierre Monseré en Roger De Vlaeminck waren. In 1972 nam hij deel aan zijn eerste 'Grote Ronde': de Ronde van Frankrijk. Na een valpartij moest hij op de vierde dag al opgeven. De Muynck was geen klassieke renner, maar zou in 1973 wel de Brabantse Pijl als eerste grote eendagswedstrijd op zijn palmares mogen schrijven.

## Hoogtepunt
Na drie jaar Flandria trok Johan De Muynck naar Italië. Hij reed er voor de ploeg Brooklyn, waar ook landgenoten Roger De Vlaeminck en Patrick Sercu actief waren. De Muynck toonde in 1976 dat hij het rondewerk aankon door drie etappes in de Ronde van Romandië te winnen en de eindzege binnen te halen. In 1976 werd hij tweede in de Ronde van Italië, op 19 seconden van de overwinnaar, Felice Gimondi. De Muynck begon als wisselkopman en knecht voor Roger De Vlaeminck. Ploeggenoten De Vlaeminck en Sercu wonnen respectievelijk 4 en 3 ritten en ook De Muynck zou een rit winnen. Tijdens het verloop van de Giro bleek De Muynck sterker dan De Vlaeminck, maar mocht hij niet doorrijden. Kort voor het eind gaf De Vlaeminck op. De Muynck had mede hierdoor minder ploeggenoten. Hij zou uiteindelijk drie dagen in de roze leiderstrui rijden, maar viel tijdens de voorlaatste rit weliswaar zonder tijdverlies. Op de slotdag was er nog een tijdrit en korte rit in Milaan. Na de tijdrit zou De Muynck al zijn leiderstrui aan de eindwinnaar Gimondi moeten afgeven. De gemiste eindzege was de grootste ontgoocheling van Johan De Muynck over heel zijn carrière. De vete met Roger De Vlaeminck zou ook blijven.
Twee jaar later maakte De Muynck de overstap naar de Italiaanse wielerploeg Bianchi-Faema van Felice Gimondi die zijn laatste jaar zou rijden. De Giro was een succes voor de ploeg met 3 ritwinsten voor Rik Van Linden en een voor De Muynck. Op de proloog na zou de roze leiderstrui steeds in handen van de ploeg zijn. De Muynck verloor de trui niet meer na zijn ritzege en werd in Milaan de eindwinnaar. Hij werd hiermee de laatste Belgische winnaar in de Giro. In 1979 startte hij als rugnummer 1 in Giro maar reed hij een anonieme ronde.

## Nadagen en oud-renner
De Muynck werd tijdens zijn Italiaanse periode voor de tweede keer vader en besloot naar België terug te keren. In 1980 en 1981 reed hij voor de Belgische Splendorploeg. De Giro werd vervangen door de Ronde van Frankrijk waar hij het niet slecht deed met een vierde en zevende plaats. Hij mocht in 1980 voor de derde keer mee met de Belgische ploeg naar het wereldkampioenschap. Na twee jaar beëindigde De Muynck zijn carrière bij de Franse ploeg La Redoute-Motobécane van Jef Braeckevelt.
Toen Johan De Muynck eind 1983 op wielerpensioen ging, werd hij vertegenwoordiger in bakkerijgrondstoffen, een job die hij 30 jaar lang zou uitvoeren. Hij is getrouwd en heeft twee dochters. In 2018 werd hij n.a.v. zijn 70ste verjaardag gehuldigd door het bestuur van zijn woonplaats Waarschoot. Hij werd de tweede ereburger van de gemeente en er kwam ook een fietsroute die naar hem genoemd werd. In 2019 werd een koersfiets van De Muynck in KOERS. Museum van de Wielersport opgenomen.

## Belangrijkste overwinningen
1973
- Brabantse Pijl

1975
- 5e etappe deel A Ronde van België

1976
- 2e etappe Ronde van Romandië
- 4e etappe Ronde van Romandië
- 5e etappe deel B Ronde van Romandië
- Eindklassement Ronde van Romandië
- Combinatieklassement Ronde van Romandië
- 6e etappe Giro d'Italia

1977
- 5e etappe Ronde van Catalonië

1978
- 3e etappe Giro d'Italia
- Eindklassement Giro d'Italia
- 4e etappe Midi Libre

1981
- Subida a Arrate

## Resultaten in voornaamste wedstrijden
| Jaar | Ronde van Italië | Ronde van Frankrijk | Ronde van Spanje |
| ---- | ---------------- | ------------------- | ---------------- |
| 1971 |                  |                     |                  |
| 1972 |                  | opgave              |                  |
| 1973 | 33e              |                     |                  |
| 1974 | 36e              |                     |                  |
| 1975 |                  |                     |                  |
| 1976 | ↑ (1)            |                     |                  |
| 1977 | opgave           |                     |                  |
| 1978 | ↑ (1)            |                     |                  |
| 1979 | 19e              | opgave              |                  |
| 1980 |                  | 4e                  | 7e               |
| 1981 |                  | 7e                  |                  |
| 1982 |                  | 28e                 |                  |
| 1983 |                  | opgave              |                  |

| Jaar | Gent-Wevelgem | Ronde van Vlaanderen | Parijs-Roubaix | Amstel Gold Race | Luik-Bast.‑Luik | Ronde van Lombardije | Parijs-Tours | Waalse Pijl | Brabantse Pijl |  | WK op de weg |  | Wereldranglijsten |
| ---- | ------------- | -------------------- | -------------- | ---------------- | --------------- | -------------------- | ------------ | ----------- | -------------- |  | ------------ |  | ----------------- |
| 1971 |               | 13e                  |                |                  |                 |                      |              |             |                |  |              |  |                   |
| 1972 |               | 45e                  |                |                  | 28e             |                      |              | 30e         |                |  |              |  |                   |
| 1973 |               |                      |                |                  |                 |                      |              |             | Goud           |  |              |  |                   |
| 1974 | 39e           | 23e                  | 12e            |                  | 32e             |                      |              | 26e         |                |  |              |  |                   |
| 1975 |               |                      |                |                  | 21e             |                      |              |             | 10e            |  |              |  |                   |
| 1976 |               | 14e                  | 16e            |                  |                 | 27e                  | 85e          |             |                |  |              |  | 13e (SPP)         |
| 1977 |               |                      |                |                  |                 | 8e                   | ↑            |             |                |  |              |  | 18e (SPP)         |
| 1978 |               | 13e                  |                |                  |                 | 9e                   |              |             |                |  | 25e          |  | 11e (SPP)         |
| 1979 |               |                      |                |                  |                 |                      |              |             |                |  |              |  |                   |
| 1980 |               |                      |                |                  |                 |                      | 43e          | 33e         |                |  | 12e          |  | 22e (SPP)         |
| 1981 | 45e           |                      |                | 52e              |                 | 9e                   | 67e          | 71e         |                |  |              |  |                   |
| 1982 |               |                      |                |                  |                 |                      |              |             |                |  |              |  |                   |
| 1983 |               |                      |                | 46e              |                 |                      |              |             |                |  |              |  |                   |

## Ploegen
- 1971 - Flandria-Mars
- 1972 - Flandria-Beaulieu
- 1973 - Flandria-Carpenter
- 1974 - Brooklyn
- 1975 - Brooklyn
- 1976 - Brooklyn
- 1977 - Brooklyn
- 1978 - Bianchi-Faema
- 1979 - Bianchi-Faema
- 1980 - Splendor-Admiral
- 1981 - Splendor-Wickes
- 1982 - La Redoute-Motobécane
- 1983 - La Redoute-Motobécane